# هوارد ر. بار
هوارد ر. بار (بالإنجليزية: Howard R. Barr)‏ هو مهندس معماري أمريكي، ولد في 1910، وتوفي في 2002.